# Bridelia ovata
Bridelia ovata là một loài thực vật có hoa trong họ Diệp hạ châu. Loài này được Decne. mô tả khoa học đầu tiên năm 1834.